# Нижнє (Рудківська міська громада)
Ни́жнє (до 1949 року — Болозва Долішня) — село в Україні, у Рудківській міській територіальній громаді Самбірського району Львівської області. Населення становить 275 осіб (2001).

## Історія
9 серпня 2015 року включене до складу Луківської сільської територіальної громади Самбірського району.
12 червня 2020 року увійшло до складу Рудківської міської громади Самбірського району.

## Культові споруди

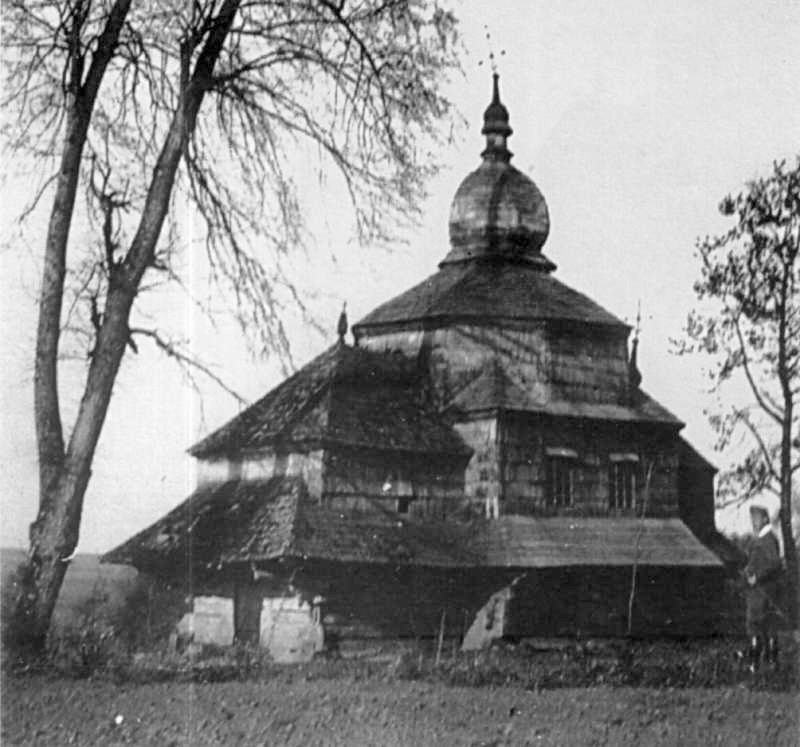
Церква Покрови Пресвятої Богородиці (світлина 1910-х років

Найдавніші відомості про парафіяльну церкву походять з 1507 року. Інвентар 1857 року подає опис дерев'яної церкви з XVIII ст. У 1879 році вона перестала існувати і на її місці у 1880 році збудували з дерева тризрубну одноверху церкву, яку вінчала невелика цибуляста баня.
Під час першої світової війни ця будівля згоріла. Мешканці села у 1917 році збудували тимчасову провізоричну дерев'яну каплицю, а 1939 року селяни завершили будівництво нової дерев'яної п'ятизрубної триверхої церкви за проєктом архітектора Лева Левинського. Упродовж 1962—1989 років церква була зачинена.

## Пам'ятники, меморіали
13 жовтня 2019 року, у рамках святкування Покрова Пресвятої Богородиці, Дня захисника України, Дня українського козацтва та створення УПА у с. Нижнє Самбірського району, навпроти церкви Покрова Пресвятої Богородиці, відкрито і освячено вишкільно-відпочинковий табір ГО Апостольська Чота та погруддя Провіднику ОУН Степану Бандері (авторство — скульптор Василь Луців). Ініціатором встановлення пам'ятника виступив військовий капелан, засновник і координатор Громадської організації Апостольська Чота, автор фільму «Незламні» о. Михайло Греділь.

## Відомі люди
- Сливинський Орест Миколайович — український письменник, літературознавець, критик і журналіст; член НСПУ, заслужений працівник культури України.